# Dinia saucia
Dinia saucia là một loài bướm đêm thuộc phân họ Arctiinae, họ Erebidae.